# 딸기 주스

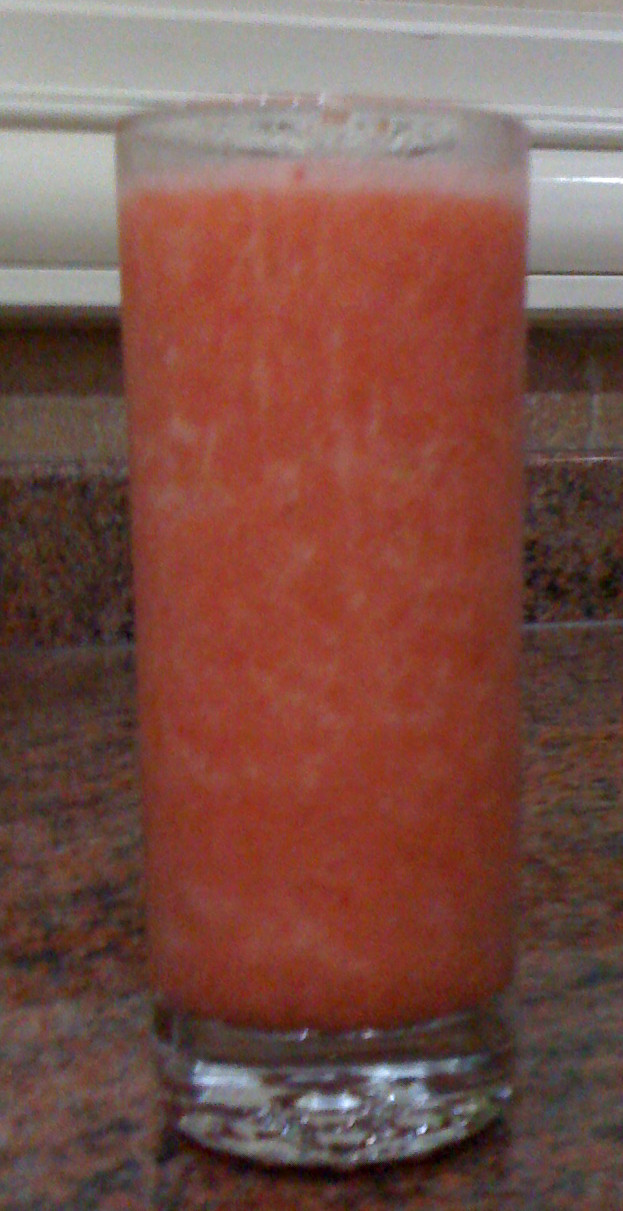
딸기 주스

딸기 주스(Strawberry juice)는 딸기를 누르거나 짜서, 혹은 속을 부숴서 만든 과일 주스이다.

## 같이 보기
- 과즙
- 주스
- 오렌지 주스
- 포도 주스